# Mercedes-Benz 300 SEL 6.3
Der Mercedes-Benz 300 SEL 6.3 war das Spitzenmodell der S-Klasse Modellreihe W 109.

## Modellgeschichte
Er hat den V8-Motor und das Automatikgetriebe des Mercedes-Benz 600 und erreichte mit 250 PS (184 kW) bei 4000/min das Leistungspotential hochkarätiger Sportwagen seiner Zeit. Seine Spitzengeschwindigkeit beträgt 220 km/h, die Beschleunigung von 0 auf 100 km/h 6,5 Sekunden (Werksangabe). Das maximale Drehmoment beträgt 500 Nm bei 2800/min. Von außen war der „6.3“ nur an den breiteren Reifen in der Größe 195–14 oder 205–14 und den H1-Halogen-Doppelscheinwerfern zu erkennen. Dadurch entfielen die Nebelscheinwerfer in der Leuchteinheit. Stattdessen wurden neben dem Kühlergrill separate runde Nebelscheinwerfer angebracht. Der Preis des neuen W-109-Spitzenmodells betrug anfangs 39.160 DM und lag zum Ende der Modellreihe im Januar 1972 bei 47.397 DM, was nach heutiger Kaufkraft und inflationsbereinigt 88.900 bzw. 92.100 Euro entspricht. Obwohl 1968 das Modell über 13.000 DM mehr kostete als der 300 SEL mit 2,8 Liter-Motor und mehr als doppelt so teuer war wie der 280 SE (W 108), stieß der „6.3“ auf Interesse und wurde in einer Stückzahl von 6.526 Einheiten produziert.
Schnell fand der „6.3“ auch Eingang im Tourenwagen-Rennsport und im Rallye-Sport. Der Wagen wurde außerdem ein beliebtes Tuningobjekt, da der Motor mit einer spezifischen Leistung von 29 kW/l „sanft“ ausgelegt war und Experten die Leistung verhältnismäßig leicht steigern konnten. Die sogenannte „Rote Sau“, ein im Tourenwagensport eingesetzter 300 SEL 6.3, motorisiert mit einem auf 6,8 Liter Hubraum aufgebohrten V8-Motor mit über 400 PS (295 kW), war das erste Modell des Tuners AMG, das mit neuen Zylinderköpfen über frühere, einfachere Motorbearbeitungen zur Leistungssteigerung hinausging.

## Technische Daten
| 300 SEL 6.3                        | 300 SEL 6.3                                    |
| ---------------------------------- | ---------------------------------------------- |
| Motor                              | M 100 E 63 / 100.981                           |
| Zylinder                           | 8                                              |
| Hubraum                            | 6332 cm³                                       |
| Bohrung × Hub                      | 103 × 95 mm                                    |
| Verdichtung                        | 9,0 : 1                                        |
| Leistung                           | 184 kW (250 PS) bei 4000/min                   |
| Max. Drehmoment                    | 500 Nm bei 2800/min                            |
| Einspritzanlage                    | Bosch 8-Stempel-Einspritzpumpe                 |
| Getriebe                           | 4-Gang-Planetengetriebe mit hydr. Kupplung     |
| Getriebe-Übersetzung               | I. 3,98; II. 2,46; III. 1,58; IV. 1,0; R. 4,15 |
| Antrieb                            | Hinterradantrieb                               |
| Hinterachsübersetzung              | 2,82                                           |
| Radaufhängung vorn                 | Doppelquerlenkerachse                          |
| Radaufhängung hinten               | Eingelenk-Pendelachse mit Niveauregulierung    |
| Bremsen                            | Scheibenbremsen vorn und hinten                |
| Felgen                             | Tiefbettfelge 6 1/2 J x 14 HB                  |
| Reifen                             | 195 VR 14                                      |
| Leergewicht                        | 1780 kg                                        |
| Zul. Gesamtgewicht                 | 2280 kg                                        |
| Radstand                           | 2865 mm                                        |
| Spurbreite vorn/hinten             | 1490/1485 mm                                   |
| Länge/Breite/Höhe                  | 5000/1810/1420 mm                              |
| 0–100 km/h                         | 6,5 s                                          |
| Höchstgeschwindigkeit              | 220 km/h                                       |
| Kraftstoffverbrauch nach DIN 70030 | 15,5 l/100 km                                  |
| Tankinhalt                         | 105 Liter                                      |

## Testwerte
Auto, Motor und Sport veröffentlichte 1968 folgende Testwerte für den 300 SEL 6.3:
- 0–80 km/h: 4,3 s
- 0–100 km/h: 6,5 s
- 0–120 km/h: 9,3 s
- 0–140 km/h: 13,0 s
- 0–160 km/h: 17,3 s
- 0–180 km/h: 22,8 s
- 0–200 km/h: 31,0 s
- 1 km mit stehendem Start: 27,1 s
- Höchstgeschwindigkeit: 220 km/h

## AMG Straßenversion
Für die Straße bot AMG zwei Tuningstufen mit 290 und 325 PS an. Für 70 zusätzliche PS wurden bei gleichbleibendem Hubraum umfangreiche Veränderungen vorgenommen, wie sie damals für aufwendige Leistungssteigerungen üblich und nötig waren: Die Serien-Zylinderköpfe wurden durch geänderte Ausführungen mit anders geformten Brennräumen ersetzt, die Saugrohre poliert, die Ansaugkanäle vergrößert und poliert, die Kipphebel bearbeitet und Spezial-Ventilfedern, Autothermatik-Kolben und „schärfere“ Nockenwellen eingebaut. Die Nenndrehzahl stieg um etwa 700/min und die Verdichtung von 9,0:1 auf 9,9:1. Das reichte für ein Drehmoment von 541 Nm bei 3500/min und für 325 PS (239 kW) bei 4750/min.
Die patentierten Autothermatikkolben von Mahle gehörten seinerzeit zu den fortschrittlichsten ihrer Art: Spezielle Stahlstreifen, die in die Kolben eingegossen wurden, behindern gezielt die Verformung des Kolbens unter dem Einfluss der Wärmedehnung; spezielle Bohrungen in den Nuten der Ölabstreifringe verbesserten die Schmierung, reduzierten damit die Reibung und verbesserten den Abtransport der Wärme über den Ölkreislauf. Höhere Kolbengeschwindigkeiten und Drehzahlen wurden damit möglich.
Auto, Motor und Sport veröffentlichte im April 1971 folgende Testwerte für die 320-PS-Version:
- 0–80 km/h: 4,9 s
- 0–100 km/h: 6,7 s
- 0–120 km/h: 8,8 s
- 0–140 km/h: 11,5 s
- 0–160 km/h: 15,1 s
- 0–180 km/h: 19,5 s
- 0–200 km/h: 25,9 s
- 1 km mit stehendem Start: 25,7 s
- Höchstgeschwindigkeit: 235,4 km/h (bei 5525/min)

## Rennsport

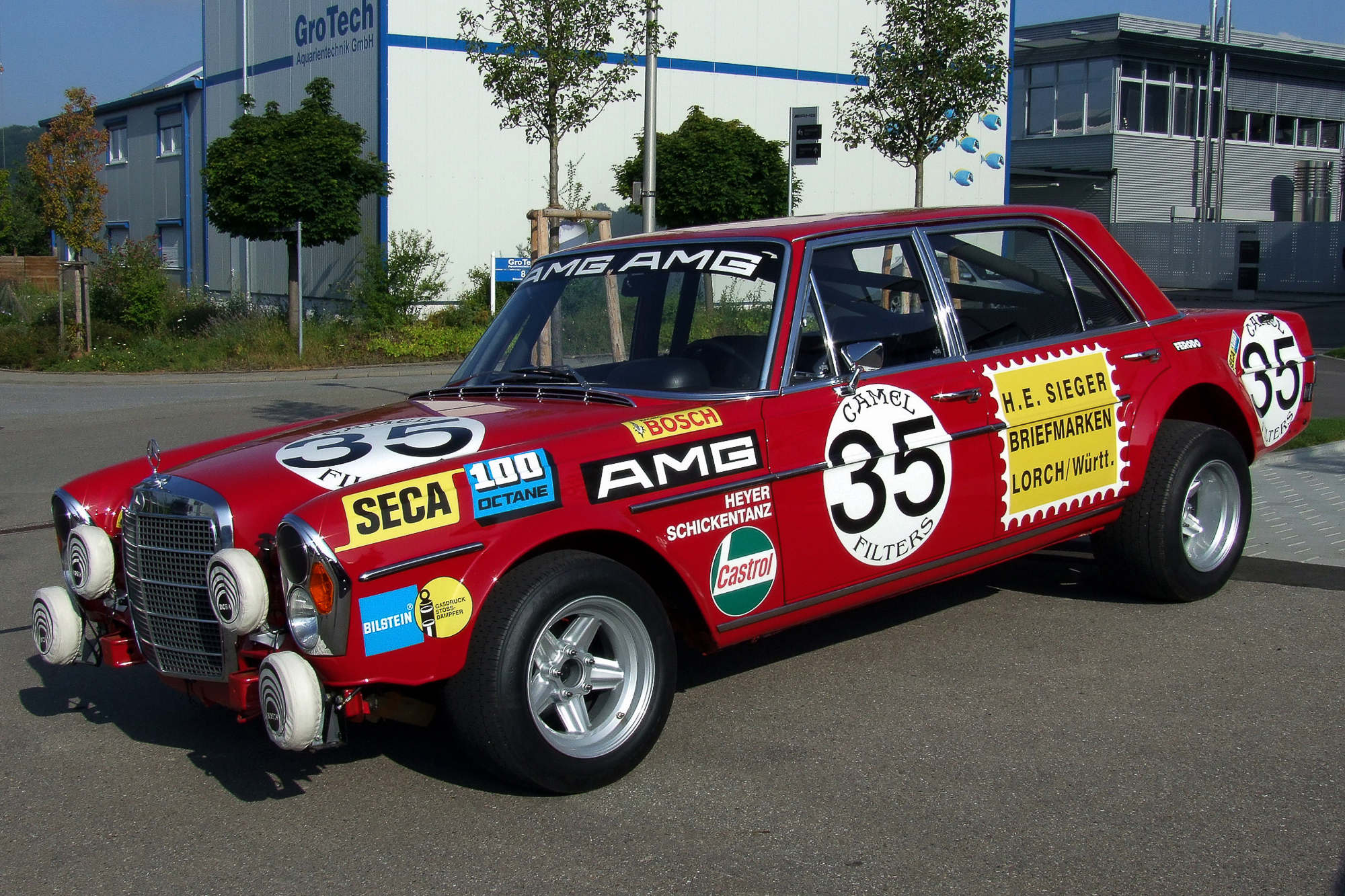
Werksnachbau des 300 SEL 6.8, die „Rote Sau“

Für den Rennsport vorgesehen war der 6.3 nicht. Das hohe Gewicht führte bei Rennen immer wieder zu Brems- und Reifenproblemen, doch der Motor hatte Potential.
Der erste Test beim 6-Stunden-Rennen in der portugiesischen Kolonie Macao endete mit einem Sieg. Daraufhin wurde beschlossen, im Juli 1969 beim 24-Stunden-Rennen von Spa-Francorchamps mit drei Fahrzeugen teilzunehmen, zwei davon bekamen auf 6834 cm³ aufgebohrte Motoren mit Trockensumpfschmierung und 350 bis 360 PS, während der dritte 310 PS aus dem 6,3-Liter-Motor holte.
Die Trainingszeiten waren ermutigend, doch bei unerwartet hohen Temperaturen hielten die schmalen Reifen auf dem rauen neuen Streckenbelag keine 3 Runden, sodass man beschloss, die Autos zurückzuziehen. Es folgten Weiterentwicklungen und intensive Testfahrten auf potentiellen Strecken der Tourenwagen-EM 1970, die gute Erfolgsaussichten verhießen; doch die Rennklasse, in der 1970 gestartet werden sollte, wurde abgeschafft. Deshalb wurden die Werksaktivitäten bis auf vereinzelte Tests beendet.
Privatiers hatten mehr Erfolg, 1971 waren drei private 6,8-Liter-Tourenwagen unterwegs. Der silbermetallic lackierte von Klaus Behrmann, der mit rund 360 PS, Automatik und 10- bzw. 12-Zoll-Rädern technisch dem letzten Entwicklungsstand der Werkswagen entsprach, gewann von acht Rundstrecken- und Flugplatzrennen sieben.
AMG dagegen nahm für ihren roten Renner (Spitzname „Rote Sau“) einen verunfallten W 109 als Basis, baute den Motor mit Daimler-Benz-Teilen selbst auf und kombinierte ihn mit einem ZF-Fünfganggetriebe. Beim 24-Stunden-Rennen in Spa-Francorchamps 1971 fuhr der AMG unter den Fahrern Hans Heyer und Clemens Schickentanz zum Klassensieg und auf Rang zwei im Gesamtklassement. Am Ende seiner Karriere erreichte der Wagen 428 PS, 620 Nm und 285 km/h.
1972 wurde im Reglement eine Hubraumbegrenzung auf fünf Liter eingeführt.
Nachdem der Spa-Sieger für Flugzeugreifentests an Matra verkauft worden war, und der Verbleib ungeklärt, wurde etwa 2005 das Fahrzeug nachgebaut (siehe Foto).